# Сірак'юс (Юта)
Сірак'юс (англ. Syracuse) — місто (англ. city) в США, в окрузі Девіс штату Юта. Населення — 32 141 особа (2020).

## Географія
Сірак'юс розташований за координатами 41°5′15″ пн. ш. 112°4′1″ зх. д. / 41.08750° пн. ш. 112.06694° зх. д. (41.087627, -112.066893).  За даними Бюро перепису населення США в 2010 році місто мало площу 24,80 км², з яких 24,79 км² — суходіл та 0,02 км² — водойми.

## Демографія
Згідно з переписом 2010 року, у місті мешкала 24 331 особа в 6362 домогосподарствах у складі 5798 родин. Густота населення становила 981 особа/км².  Було 6534 помешкання (263/км²).
Расовий склад населення:
| - 92,2 % — білих - 1,9 % — азіатів - 0,8 % — чорних або афроамериканців - 0,4 % — вихідців з тихоокеанських островів - 0,3 % — корінних американців - 1,9 % — осіб інших рас |

До двох чи більше рас належало 2,5 %. Частка іспаномовних становила 6,0 % від усіх жителів.
За віковим діапазоном населення розподілялося таким чином: 42,0 % — особи молодші 18 років, 53,5 % — особи у віці 18—64 років, 4,5 % — особи у віці 65 років та старші. Медіана віку мешканця становила 26,5 року. На 100 осіб жіночої статі у місті припадало 102,6 чоловіків;  на 100 жінок у віці від 18 років та старших — 98,7 чоловіків також старших 18 років.
Середній дохід на одне домашнє господарство  становив 98 316 доларів США (медіана — 86 869), а середній дохід на одну сім'ю — 100 712 долари (медіана — 89 410). Медіана доходів становила 62 106 доларів для чоловіків та 43 051 долар для жінок. За межею бідності перебувало 3,0 % осіб, у тому числі 3,5 % дітей у віці до 18 років та 0,7 % осіб у віці 65 років та старших.
Цивільне працевлаштоване населення становило 11 506 осіб. Основні галузі зайнятості: освіта, охорона здоров'я та соціальна допомога — 25,3 %, публічна адміністрація — 13,3 %, роздрібна торгівля — 11,6 %, виробництво — 11,1 %.